# De chica en chica
De chica en chica es una comedia coral de temática LGBT estrenada en septiembre de 2015 y dirigida por Sonia Sebastián. Está protagonizada por Celia Freijeiro, Sandra Collantes, Cristina Pons, María Botto y Jane  Badler, entre otros. El largometraje aborda en un tono desenfadado y cómico, el lesbianismo, las relaciones que se dan en las familias de hoy en día y el amor entre personas del mismo y distinto sexo.

## Sinopsis
Se trata de una comedia alocada y divertida del mismo equipo creador de la exitosa serie en línea Chica busca chica (2008) aclamada internacionalmente y editada en DVD. En esta ocasión, a Inés (Celia Freijeiro) la vida le sonríe en Miami, hasta que su novia Becky descubre que le ha estado engañando con Kirsten (Jane Badler), una editora estadounidense que es miembro de la Asociación Nacional del Rifle. Ha llegado, pues, la hora de regresar a casa, y de volver a ver a Lola (Sandra Collantes), la heterosexual de la que estaba enamorada en España. Pero Inés elige el peor momento para hacerlo. Al presentarse de improviso en casa de Lola, Inés interrumpe una fiesta en honor de Candela, la hija de Verónica (Cristina Pons), mujer a la que abandonó embarazada el día que iban a casarse. También está Sofía (Maria Botto), la editora de novela erótica a la que estafó, y Javier (Ismael Martínez), el ex de Lola, con el que Inés siempre compitió, y la mujer de éste (Marina San José), embarazada. Y Fran (Jaime Olías), el amigo gay con mentalidad de hetero con su novia Linda (Estefanía de los Santos), una transexual espectacular...

## Producción y financiación
La producción de la película corre a cargo de Pocapena Producciones. La financiación del proyecto se llevó a cabo a través de dos campañas de micromecenazgo: una en España y otra más amplia en EE. UU., esta última con gran recaudación. A través de ella el equipo consiguió la cifra necesaria para empezar a costear el proceso de rodaje y de producción de la película.
Cabe destacar que Televisión Española es una de las entidades que participa y colabora en la película, y tiene los derechos de emisión del largometraje.

## Festivales y premios
Desde que se estrenó, la película ha sido reconocida con diversos premios en distintos lugares de España, proyectándose en varios festivales de cine LGTB por todo el país. Además ha sido galardonada en su gira por festivales internacionales.
- El 18.° FanCineGay Extremadura: Premio Las Horas
- El XI Festival Andalesgai (Sevilla): Premio del Público al Mejor largometraje.
- Pluma Cinematográfica 2016 por la Federación Estatal de Lesbianas, Gais, Transexuales y Bisexuales (FELGTB), en la X edición de los Premios Plumas y Látigos.
- Mejor Largometraje en el 12° Festival Internacional de Cine Lesbigaytrans (Paraguay).

La película también se ha presentado con gran acogida en festivales de largo recorrido en nuestro país: 
- 20.° LesGaiCineMad en Madrid
- 13.er Festival de Cine Zinegoak en Bilbao
- 14.ª Muestra de cine LGTB de Fuerteventura
- 16.° Muestra Internacional de Cine LGTBI (Cinhomo) de Valladolid.
- 11.ª edición de Zinentiendo, Muestra de Cine Internacional LGTBQI de Zaragoza.
- Baeza por la Diversidad 2016, en Baeza (Jaén).
- 21.º LesGaiCineMad 2016, en Madrid.

En la última edición de los Premios Goya, De Chica en Chica fue preseleccionada en 22 categorías, entre ellas: mejor actriz protagonista (Celia Freijeiro), mejores actrices de reparto (Sandra Collantes, Maria Botto, Cristina Pons), mejor actriz revelación (Marina San José) y mejor dirección novel (Sonia Sebastián).

## Proyección y exhibición internacional
De Chica en Chica se ha distribuido a numerosos países y a través de multitud de festivales de cine LGTB. 
La película cuenta con presencia internacional en:
- Suecia: Boden Queer Film Fest 2015[4]
- Buenos Aires, Argentina: Mercados Ventana Sur de Buenos Aires y MIPCom.[5]
- Sídney, Australia: 23 MardiGras Film Festival 2016[6]
- Miami, Florida (EE. UU.): 18th Annual Miami Edition del MiFo LGBT Film Festival.[7]
- Freiburg, Alemania: proyección en la apertura del Lesbenfilmtage 2016.[8]
- San Francisco, California (EE. UU.): en la 40.ª edición del festival Frameline (San Francisco International LGBTQ Film Festival).[9]
- Milán, Italia: 30° Festival Mix Milano di Cinema GayLesbico e Queer Culture, premier el 1 de julio, en el Piccolo Teatro Strehler.[10]
- La Habana, Cuba: proyección en el Cine Riviera.
- Santiago de Chile, Chile: premier latinoamericana en el Festival De Tortas y Cabritas, durante el Ciclo de Cine Lésbico: en Matucana100, y en Café Literario Balmaceda[11]
- Los Ángeles, California (EE. UU.): proyección incluida en el Outfest Los Angeles LGTB Film Festival 2016, en el RedCat.[12]
- Asunción, Paraguay: inaugura el 12º Festival Internacional de Cine Lesbigaytrans, en el CCEJS.[13]
- Santa Cruz de la Sierra, Bolivia: estreno de la película en el 9° Festival de Cine de la Diversidad, en el Cine Bella Vista.[14]
- Montevideo, Uruguay: premier uruguaya en Llamale H, Festival Internacional de cine sobre diversidad sexual y de género.[15]
- Fresno, California (EE. UU.): en el 27° Film Festival Reel Pride, en ViSTA Theatre.[16]
- Taiwán: premier en el 23 Women Make Waves Film Festival, con proyecciones en Taipéi y Taichung.[17]
- Santiago de Chile (Chile): se presentará en la 9ª edición del Festival de Cine Movilh Lesgaybitrans, en el Centro Cultural de España.[18]
- Nueva York, NY (EE. UU.): premier neoyorquina en NewFest el Festival de Cine LGBT de NYC.[19]
- Lovaina, Bélgica: premier belga en el 16° Festival Holebifilm.[20]
- Eslovenia: la película se exhibe en el 32º Festival LGBT Filma, en Liubliana y Maribor.
- Kingston (Canadá): premier canadiense en febrero de 2017 en el 18 ReelOut Queer Film Festival.[21]
- Las Vegas, Nevada (EE. UU.): premier en el Clexacon LGBT Film Festival el 3 de marzo de 2017.[22]
- Miami, Florida (EE.UU): premier en el 3er Festival Internacional de la Escena de Miami 2017 (FIE 2017).[23]
- Austin, Texas (EE.UU): proyección en el International Film Festival Cine Las Americas 2017.[24]

En Madrid, la película fue reestrenada en febrero de 2016 en el cine Artistic Metropol, cosechando gran éxito y numerosos agotados en muchas de las sesiones, motivo por el cual se prorrogó su proyección hasta primeros de marzo.

## Lanzamiento en streaming y DVD
De Chica en Chica está disponible en streaming para España en las plataformas de vídeo bajo demanda Filmin, iTunes, Google y Ono.
En abril de 2016 empieza a comercializarse en DVD. Además de la película, el DVD incluye extras como escenas eliminadas, la campaña de micromecenazgo o el proceso de realización. Se puede adquirir en Fnac, La Casa del Libro, El Corte Inglés, DvdGo, Amazon España o iTunes.

## Estreno en televisión
La película se estrenó en televisión el 7 de mayo de 2017 en La 2 de Television Española, en el programa Versión Española.